# Fyens Stiftstidende

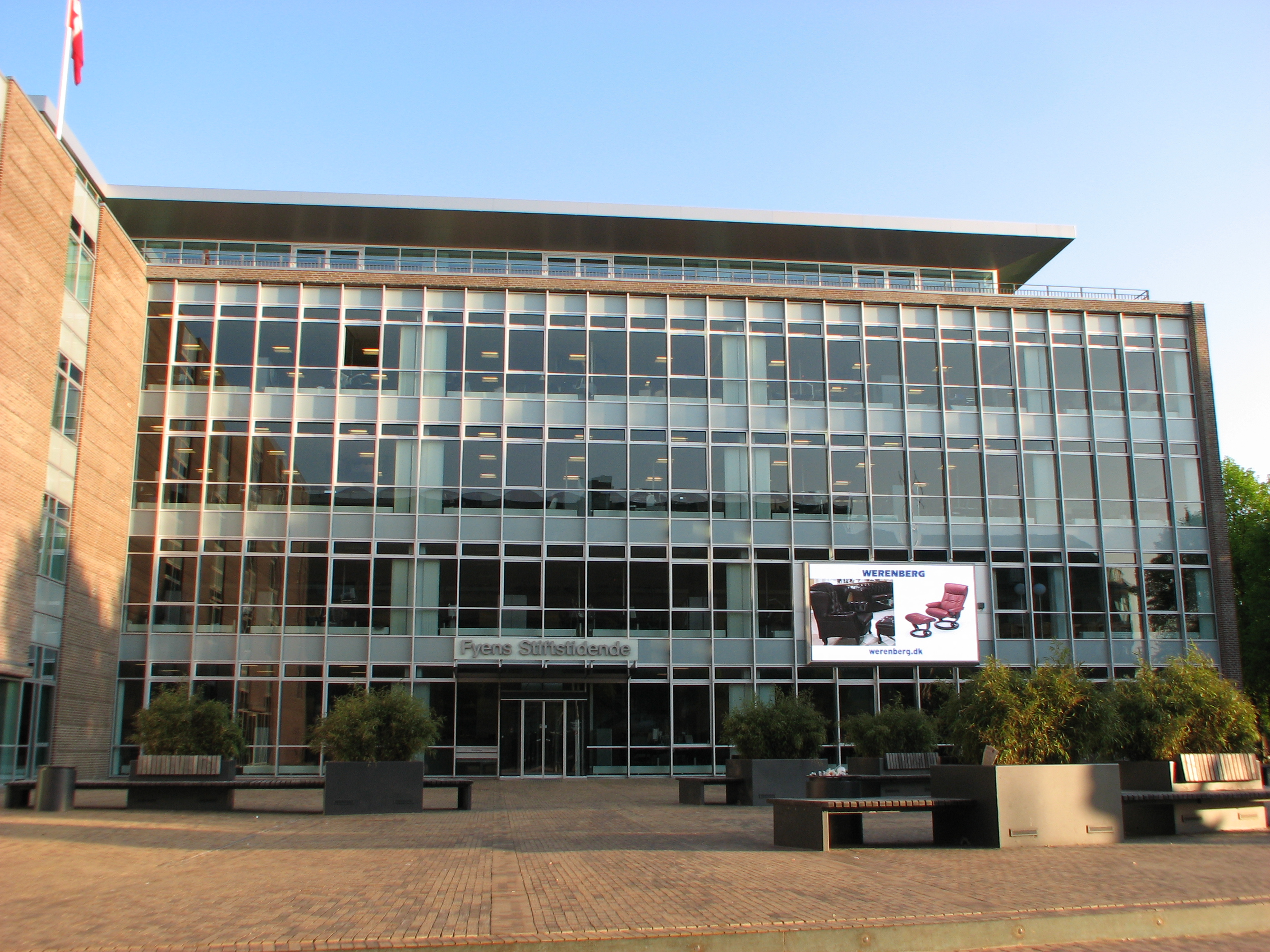
Verlagsgebäude in Odense

Fyens Stiftstidende ist eine dänische regionale Tageszeitung mit Sitz in Odense. Ihr Verbreitungsgebiet umfasst die Insel Fünen (dän. veraltet Fyen) und das südfünische Inselmeer. Die ursprünglich konservativ ausgerichtete Zeitung erklärte sich 1975 für parteipolitisch unabhängig, aber bürgerlich. Während 1988 noch 72.300 Exemplare täglich verkauft wurden, ging die Auflage im ersten Halbjahr 2010 auf rund 47.400 Stück zurück. Die gemeinsame Sonntagsausgabe der Fyens Stiftstidende und der Fyns Amts Avis erreichte im gleichen Zeitraum eine wöchentliche Auflage von 67.944 Exemplaren.
Der Vorläufer der Zeitung, die Kongelig Priviligerede Odense Adresse-Contoirs Efterretninger, erschien erstmals am 3. Januar 1772 und erhielt 1852 den heutigen Namen Fyens Stiftstidende. Nachdem Søren Hempel 1797 das Blatt übernommen hatte, befand sich die Zeitung in den folgenden 174 Jahren in Familienbesitz. 1970 ging sie an den heutigen Eigentümer Den fynske Bladfond über.
In den 1960er Jahren entwickelte sich das Blatt zur führenden Zeitung in Odense, bis 1969 auch der letzte Konkurrent in der Stadt, die Fyns Tidende (1872–1979), übernommen werden konnte. In den 1970er Jahren konnte sie einen „Zeitungskrieg“ mit der Fyns Amts Avis für sich entscheiden.
Nach 221 Jahren als Abendblatt erscheint Fyens Stiftstidende seit 1993 als Morgenblatt. Im April 2006 übernahm das Unternehmen die Hälfte der Aktien der Kjerteminde Avis A/S, die weiterhin selbständig publiziert. Zusammen mit der Aktiengesellschaft A/S Svendborg Avis (Eigentümer der Fyns Amts Avis) gründete Fyens Stiftstidende im Oktober 2006 die Partnergesellschaft Fynske Medier P/S, unter deren Dach seit Januar 2010 sämtliche Aktivitäten beider Zeitungen vereint sind.
Neben dem Hauptsitz in Odense existieren Lokalredaktionen in Assens, Bogense (für die Region Nordfyn), Kerteminde, Middelfart und Nyborg sowie in Faaborg, Ringe (für die Region Midtfyn) und Svendborg, die gemeinsam mit der Fyns Amts Avis unterhalten werden.